# Загуж
За̀гуж (на полски: Zagórz) е град в Югоизточна Полша, Подкарпатско войводство, Саношки окръг. Административен център е на градско-селската Загужка община. Заема площ от 22,29 км2.

## Население
Според данни от полската Централна статистическа служба, към 1 януари 2013 г. населението на града възлиза на 5 100 души. Гъстотата е 229 души/км2.